# Norbert Winner
Norbert Winner (* 24. Mai 1956 in Ansbach) ist ein deutscher Geistlicher. Überregionale Bekanntschaft erlangte er durch über 30 Zelebrationen des ZDF-Fernsehgottesdienstes.

## Leben
Winner wuchs in einer Gastwirtsfamilie in Burgoberbach, Landkreis Ansbach, auf. Er besuchte das Gymnasium Carolinum in Ansbach und studierte Theologie in Eichstätt und Rom. Er war Diözesanvorsitzender der Katholischen Landjugendbewegung Deutschlands. Alois Brems weihte Winner am 2. Juli 1983 im Eichstätter Dom zum Priester für das Bistum Eichstätt. Anschließend wirkte er als Kaplan in Nürnberg-Reichelsdorf. 1985 wechselte er an die Hofkirche in Neumarkt in der Oberpfalz zu Johann Limbacher. Dort wurde er Dekanatsjugendseelsorger und Präses des Bundes der Deutschen Katholischen Jugend im Dekanat Neumarkt. Ab 1987 wirkte er als Krankenhauspfarrer in Neumarkt. 1992 übernahm er als Pfarrer die Pfarreien Hilpoltstein und Jahrsdorf. 1993 wurde er von seinen Mitbrüdern zum Dekan des Dekanats Hilpoltstein gewählt. 1998 übernahm er die Pfarrei St. Johannes. Von 1. April 1993 bis 2011 war er Sprecher des Priesterrates. Am 22. Dezember 2010 erfolgte die Ernennung zum Domkapitular am Eichstätter Dom und am 3. Februar 2011 Investitur sowie Installation. 2019 kam er wegen der von ihm veranstalteten Italienreisen in die Schlagzeilen.
2002 erhielt er die Friedland-Medaille des Heimkehrerverbandes. 2014 erhielt er die Goldene Kamera der Deutschen Bischofskonferenz für die zahlreichen Fernsehübertragungen im ZDF. Er verfasst für die von ihm zelebrierten Fernseh-Gottesdienste auch die Drehbücher. So zelebrierte er am 29. August 2021 den ersten ZDF-Fernsehgottesdienst mit Gemeinde nach 18 Monaten.